# Dorothée de Sampayo
Dorothee Margarete Elisabeth de Sampayo Garrido-Nijgh (augustus 1941) is een Nederlands jurist en diplomaat. Ze was rond tien jaar werkzaam voor het Ministerie van Buitenlandse Zaken. Daarna was ze onder meer rechter van de rechtbank in Den Haag, op de Nederlandse Antillen en Aruba, en van het Gerechtshof in Den Haag. Bij de laatste is ze eveneens vicepresident. Tussendoor was ze vier jaar lang hoofdgriffier voor het Joegoslaviëtribunaal.

## Levensloop
De Sampayo werkte een aantal jaren in diplomatieke dienst van het Ministerie van Buitenlandse Zaken; bij het ministerie was ze werkzaam van 1965 tot 1976. Vervolgens werkte ze enkele jaren voor de rechtbank in Den Haag als arbeidscontractant en gerechtsauditeur, tot ze hier in 1979 werd benoemd tot rechter.
Van 1982 tot 1986 was ze strafrechter op de Nederlandse Antillen en Aruba en vervolgens vanaf 1986 raadsheer aan het Gerechtshof in Den Haag. Hier is ze sinds 1992 vicepresident.
Van 1995 tot 2000 kreeg ze buitengewoon verlof om de functie van hoofdgriffier uit te oefenen voor het Joegoslaviëtribunaal, eveneens in Den Haag. Tot op dat moment hadden er nog geen processen plaatsgevonden. Hier volgde ze Theo van Boven op en vier jaar later werd ze zelf opgevolgd door Hans Holthuis, beide eveneens Nederlanders. Hierna keerde ze terug als vicepresident van het Gerechtshof in Den Haag. Daarnaast is ze lid van de Commissie Aantrekken Rechterlijke Macht.